# Pediasia wittei
Pediasia wittei là một loài bướm đêm trong họ Crambidae.